# Corsicana
Corsicana är en stad söder om Dallas i den amerikanska delstaten Texas med en yta av 56,2 km² och en folkmängd, som uppgår till 24 485 invånare (2000). Corsicana är huvudorten i Navarro County.

## Kända personer från Corsicana
- Lefty Frizzell, countrymusiker
- Beauford H. Jester, politiker, guvernör i Texas 1947-1949
- Billy Joe Shaver, countrymusiker